# Candy Bauer
Candy Bauer (Zschopau, RDA, 30 de julio de 1986) es un deportista alemán que compite en bobsleigh en la modalidad cuádruple.
Participó en dos Juegos Olímpicos de Invierno, obteniendo dos medallas de oro en la prueba cuádruple, en Pyeongchang 2018 (junto con Francesco Friedrich, Martin Grothkopp y Thorsten Margis) y en Pekín 2022 (con Francesco Friedrich, Thorsten Margis y Alexander Schüller).
Ganó seis medallas en el Campeonato Mundial de Bobsleigh entre los años 2016 y 2023, y siete medallas en el Campeonato Europeo de Bobsleigh entre los años 2015 y 2024.

## Palmarés internacional
| Juegos Olímpicos   | Juegos Olímpicos            | Juegos Olímpicos  | Juegos Olímpicos |
| Año                | Lugar                       | Medalla           | Prueba           |
| ------------------ | --------------------------- | ----------------- | ---------------- |
| 2018               | Pyeongchang (Corea del Sur) | Medalla de oro    | Cuádruple        |
| 2022               | Pekín (China)               | Medalla de oro    | Cuádruple        |
| Campeonato Mundial |                             |                   |                  |
| Año                | Lugar                       | Medalla           | Prueba           |
| 2016               | Igls (Austria)              | Medalla de plata  | Cuádruple        |
| 2017               | Königssee (Alemania)        | Medalla de oro    | Cuádruple        |
| 2019               | Whistler (Canadá)           | Medalla de oro    | Cuádruple        |
| 2020               | Altenberg (Alemania)        | Medalla de oro    | Cuádruple        |
| 2021               | Altenberg (Alemania)        | Medalla de oro    | Cuádruple        |
| 2023               | Sankt Moritz (Suiza)        | Medalla de oro    | Cuádruple        |
| Campeonato Europeo |                             |                   |                  |
| Año                | Lugar                       | Medalla           | Prueba           |
| 2015               | La Plagne (Francia)         | Medalla de bronce | Cuádruple        |
| 2018               | Igls (Austria)              | Medalla de plata  | Cuádruple        |
| 2019               | Königssee (Alemania)        | Medalla de bronce | Cuádruple        |
| 2020               | Winterberg (Alemania)       | Medalla de plata  | Cuádruple        |
| 2021               | Winterberg (Alemania)       | Medalla de oro    | Cuádruple        |
| 2023               | Altenberg (Alemania)        | Medalla de plata  | Cuádruple        |
| 2024               | Innsbruck (Austria)         | Medalla de oro    | Cuádruple        |